# Anna Herskó

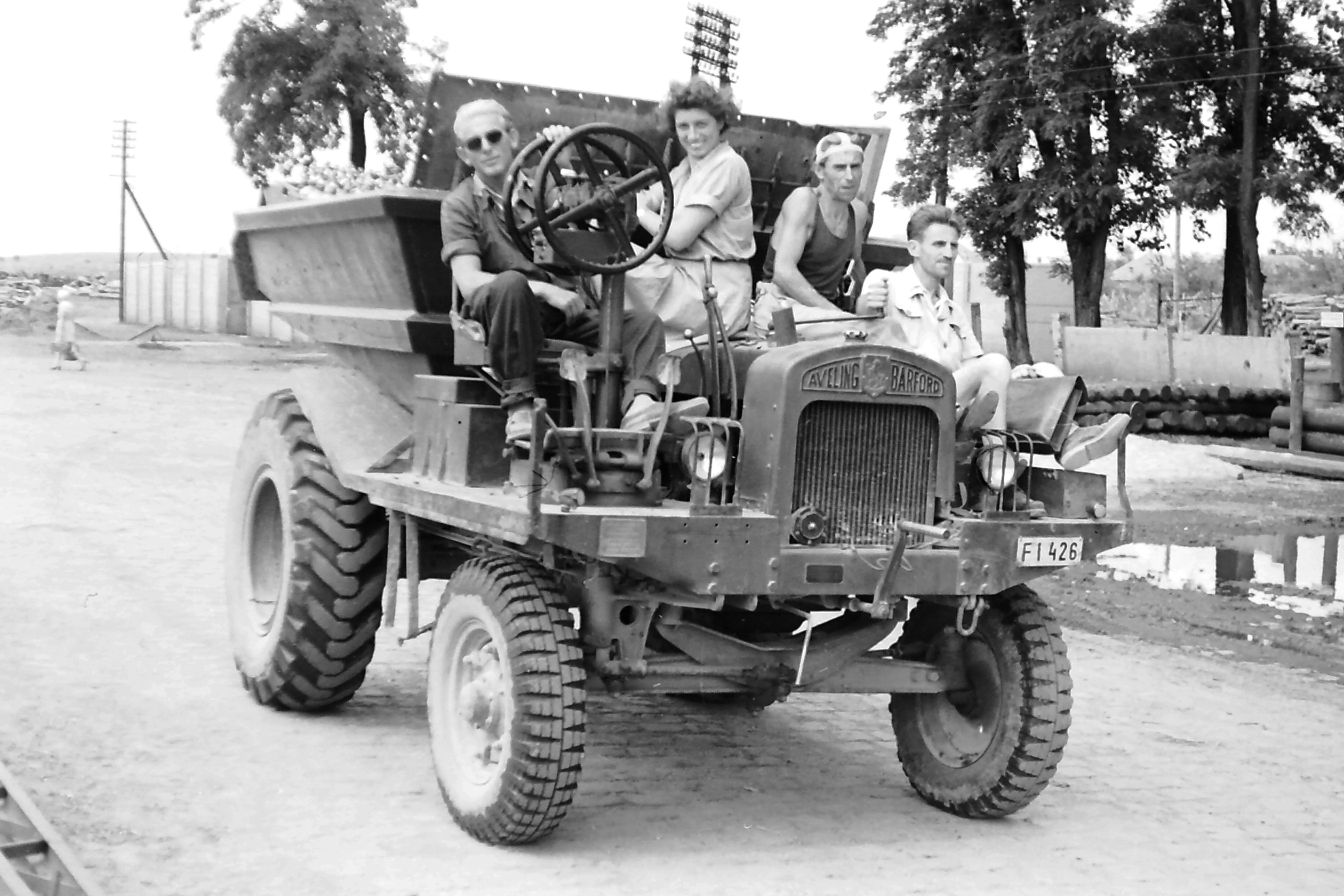
Maďarsko, Uzsa (tehdejší část osady Lesenceistvánd). Dáma na sklápěči je Anna Herskó, filmová režisérka, fotografka, první maďarská vystudovaná kameramanka. 1949

Anna Herskó (roz. Anna Tränka; 20. srpna 1920 Budapešť – 12. dubna 2009 Stockholm) byla maďarská filmová režisérka, fotografka, první maďarská diplomovaná kameramanka. Získala ocenění Bély Balázse.

## Kariéra
Vysokou školu absolvovala v roce 1949.  Pracovala v Híradó és Dokumentum Filmgyár, později Budapešťské studio a MAFILM II. Spolupracovala – mimo jiné – s osobnostmi jako jsou například: Sándornak Simó, Félixnek Bodrossy, József Csőke, József Kis, István Hildebrand, Ilona Kolonits, János Tóth, Miklós Jancsó. V letech 1952 až 1952 vyučovala na vysoké škole filmový střih. Velmi ji zajímala dětská problematika, ale i příroda a výtvarná témata. Také fotografovala a režírovala. Její dílo Ruku v ruce získalo v Oberhausenu dvě ceny. Její dokumenty natočené metodou skryté kamery (Szentkút, Ellesett percek) vyvolaly rozruch. V roce 1970 byl promítán její celovečerní dokument o sociální psychologii s názvem Nedokončený. Ve stejném roce se s manželem (János Herskó) usadili ve Švédsku.
Je pohřbena na hřbitově Farkasrét.

## Dílo
- Miért? (?)
- Hová mégy? (?)
- Bartók Béla (1955)
- Csupa napfény a szívem - Yves Montand (1956)
- Kísérleti lakótelep (1960)
- Alkonyok és hajnalok (1961)
- A póráz két végén (1963)
- Portré - Kodály Zoltán (1965)
- Bocskoromon van egy szák (1967)
- Módszerek (1968)
- Változatok (1968)
- Vasarely (1969)

## Ocenění a uznání
- Ocenění Bély Balázse (1963)[pozn. 1]

## Obraz a zvuk
- Kodály - Portrét (1965)[5]